# Azerbajdzjans demografi
Azerbajdzjan har 9 411 800 invånare. Detta är en högst osäker uppgift, eftersom Azerbajdzjan har många internflyktingar och Nagorno-Karabach har ett osäkert invånarantal. Den genomsnittliga befolkningstätheten är 98 invånare per km². Det tätast befolkade området är Apsjeronhalvön, medan vissa svårtillgängliga bergsområdet har betydligt lägre folktäthet, då omkring 51 procent av befolkningen bor i städer, av vilka en fjärdedel i huvudstaden Baku. Andra större städer är Ganja (303 300 invånare) och Sumqayıt (265 200 invånare). Hälften av befolkningen lever under gränsen för fattigdom. Ungefär en miljon människor lever idag som flyktingar inom landet. Befolkningens medelålder är 27,1 år (2002). Medellivslängden är 69 år för män och 75 år för kvinnor. Spädbarnsdödligheten är 8,2 procent (2003). 
Etnisk tillhörighet fördelar sig enligt följande: azerer 92 procent, dagestaner (en samlingsterm för folk från Dagestan, inkluderande lezginer och avarer) 3 procent, ryssar 1,3 procent, armenier 1,3 procent (den sistnämnda finns enbart i Nagorno-Karabach), övriga (georgier, kurder, talysjer, tatarer, tater, ukrainare) 2 procent (uppskattning från 1998); det lär även finnas uppemot 9000 tjetjenska flyktingar (enligt inofficiella uppgifter från 2009).
Språk som talas är azerbajdzjanska, av cirka 92 procent av befolkningen, ryska, 1,3 procent, armeniska 1,3 procent (det sistnämnda finns enbart i Nagorno-Karabach), med flera övriga (lezginska, udi, tsachur, avariska, talysj, tat, kurdiska och tatariska), fem procent (siffrorna är en uppskattning från 2009).. 
Enligt UNHCR flydde 360 000 armenier från Azerbajdzjan mellan åren 1988–1993. Detta skedde som en följd av pogromer, etnisk rensning och som en konsekvens av kriget i Nagorno-Karabach. En av händelserna som ägde rum 1988 är känd som Sumgaitmassakern.   

## Religion

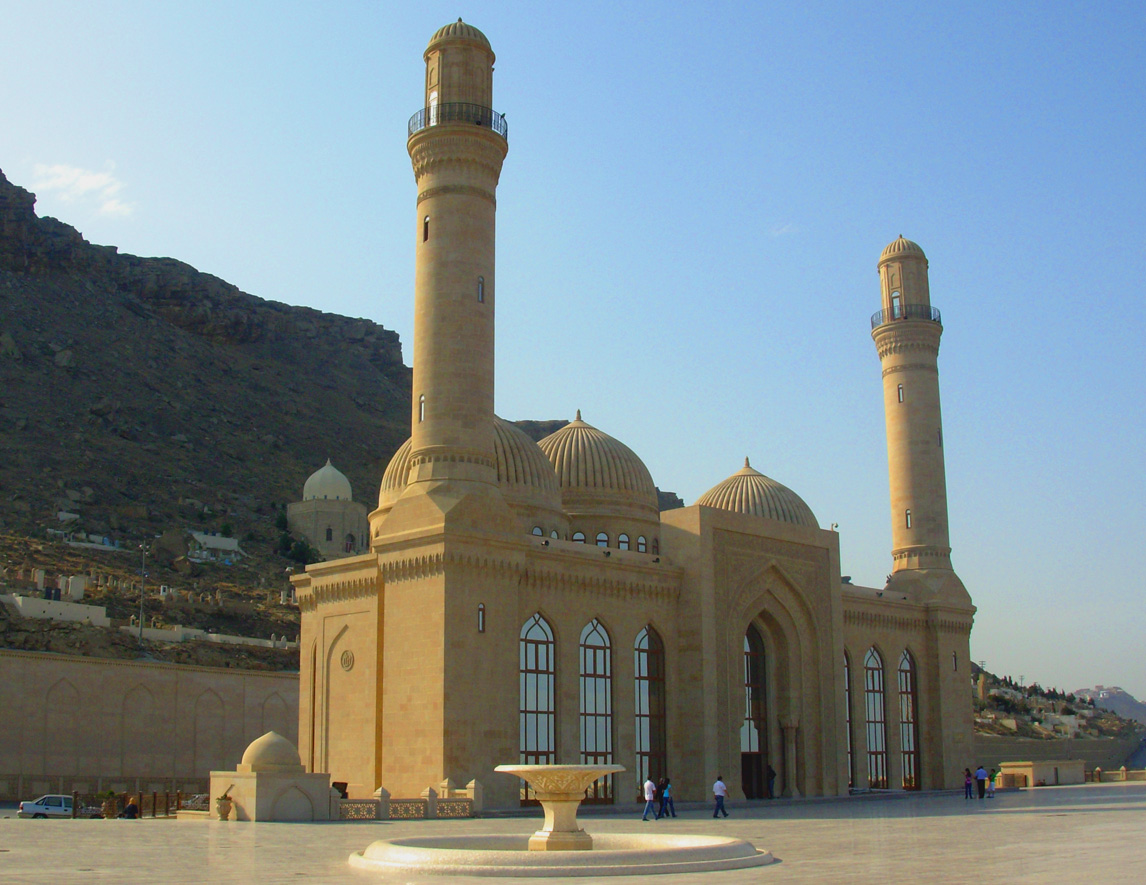
Bibiheybät-moskén i Baku.

Cirka 95 procent av befolkningen är muslimer (av dessa är 85 procent shia- och 15 procent sunnimuslimer).
De största kristna trossamfunden är de rysk-ortodoxa (3,8% 1998) och armenisk-apostoliska kyrkorna (den sistnämnda finns enbart i Nagorno-Karabach). Den sistnämnda (med 2,3%) finns enbart i Nagorno-Karabach. Dessutom finns det udiner (albansk-udinska kyrkan; 6 000 personer), molokaner (elva församlingar), katoliker (en kyrka i Baku med 250 medlemmar 2003), lutheraner, baptister och anhängare till Nehemjakyrkan, Öststjärnans kyrka, Cathedral of Praise Church  och Jehovas vittnen.
I Azerbajdzjan finns även anhängare av zoroastrism, judendom, Bahá'í och Hare Krishna.